# Lampranthus nelii
Lampranthus nelii är en isörtsväxtart som beskrevs av L. Bol. Lampranthus nelii ingår i släktet Lampranthus och familjen isörtsväxter. Inga underarter finns listade i Catalogue of Life.